# Cosenza
Cosenza (lat. Cosentia) je grad na jugu Italije, u talijanskoj regiji Kalabriji (bivši Brutium), glavni grad istoimene pokrajine Cosenza, koji se nalazi na ušću rijeke Busento u rijeku Crati (Crathis).
Cosenza danas ima oko 70 000 stanovnika, a poznata je iz vremena Velike Grčke i Starog Rim kao Cosentia. Cosenzu su osnovali Bruti, italsko pleme koje su je uspješno odupirali utjecaju grčkih kolonija na jugu Italije. Područje grada poznato je i kao mjesto održavanja Bitke kod Pandosia u kojemu je vojska italskih plemena Bruta, Samnita i Lukanaca, pobijedila vojsku Aleksandra I. Epirskoga, ujaka Aleksandra Velikog. 